# Артикулы Российскому флоту
Артикулы Российскому флоту (инструкции и артикулы российскому флоту) 1710 года — первый печатный морской военно-уголовный кодекс России, составленный при Петре I под влиянием морских артикулов Вильгельма Оранского.
Артикулы действовали до издания Морского устава 1720 года.

## Основание для составления и публикации
Созданному в 1696 году Военно-морскому флоту России требовалось правовое обеспечение, без чего немыслимо существование регулярных воинских формирований государства. «Артикулы», по сути, являлись дисциплинарным уставом ВМФ.

## Издания
- Полное собрание законов Российской империи.